# Więzadło wieszadłowe prącia
Więzadło wieszadłowe prącia (łac. ligamentum suspensorium penis) – w anatomii człowieka występujące u mężczyzn więzadło, którego zadaniem jest przytrzymywanie prącia blisko kości łonowej oraz podtrzymywanie go w trakcie erekcji. Sięga od spojenia łonowego do błony białawej pokrywającej ciała jamiste. Jego włókna pochodzą z powięzi podskórnej brzucha, a także ze ścięgna mięśnia prostego brzucha i rozcięgna mięśnia skośnego zewnętrznego brzucha.  Na podstawie badań MRI wyodrębniono w więzadle dwa boczne, okrężne i jedno podłużne pasmo, które obejmowało żyłę grzbietową prącia. Jego odpowiednikiem u kobiet jest więzadło wieszadłowe łechtaczki.
Przycinanie więzadła wieszadłowego prącia wykorzystuje się w operacjach wydłużania prącia. W ten sposób można wydłużyć prącie o około 1,5 cm, zadowolenie pacjentów z takiego zabiegu jest jednak umiarkowane. Najczęstszym powikłaniem tego typu operacji jest niemożność utrzymania stabilnego wzwodu, czego przyczyną jest fakt, że więzadło to jest główną podporą ruchomej części prącia podczas erekcji.